# Parafia św. Mikołaja w Kijowie
Parafia św. Mikołaja w Kijowie – jedna z pięciu parafii rzymskokatolickich znajdujących się w Kijowie.
Siedzibą parafii jest poświęcony w 1909 neogotycki kościół. Po zawieszeniu funkcjonowania parafii w 1938 przez władze radzieckie 4 stycznia 1992 wznowiono w nim czynności kultowe, choć budynek świątyni nadal 
(2022) pozostaje własnością państwa. Msze odprawiane są w języku ukraińskim, a w niedzielę również po polsku.